# Pedro da Silva Martins
Pedro da Silva Martins (Lisbonne, le 11 mai 1976) est un compositeur, parolier et guitariste portugais, révélé par le groupe Deolinda. 
Il a été l'auteur de textes variés et de scénarios pour la télévision portugaise. 
En tant que musicien, il a été membre fondateur du groupe "Bicho de 7 Cabeças", ses textes étaient également fort appréciés.
En 2006, le groupe Deolinda est créé autour de quatre chansons qu'il a composées.
Il a écrit les succès musicaux tels que « Movimento Perpétuo Associativo », « Fon Fon Fon », « Fado Toninho », « Clandestino » ou « Mal por mal ».
Les chansons « Um Contra o Outro » et « Passou por mim e sorriu », faisant partie du second album de Deolinda « Dois selos e um carimbo »,  sont également de sa composition.
Pedro da Silva Martins est le compositeur et parolier de la chanson Parva que Sou, qui est rapidement devenue l'hymne de la jeunesse au Portugal. 

## Groupes
- Bicho de 7 Cabeças (2003-2006)
- Deolinda (2006-)

## Discographie
Canção ao Lado - Deolinda, 2008
Dois Selos e Um Carimbo - Deolinda, 2010
Não há só tangos em Paris - Cristina Branco, 2011, (où il est l'auteur de la chanson : « Não há só tangos em Paris » qui donne son nom à l'album)
Ministério do Amor - Claud, 2012 (où il est l'auteur de la chanson : "Esta coisa de andar triste")
Quinto - António Zambujo, 2012, (où il est l'auteur des chansons : "Algo estranho acontece" et "Queria conhecer-te um dia")